# 서울책보고

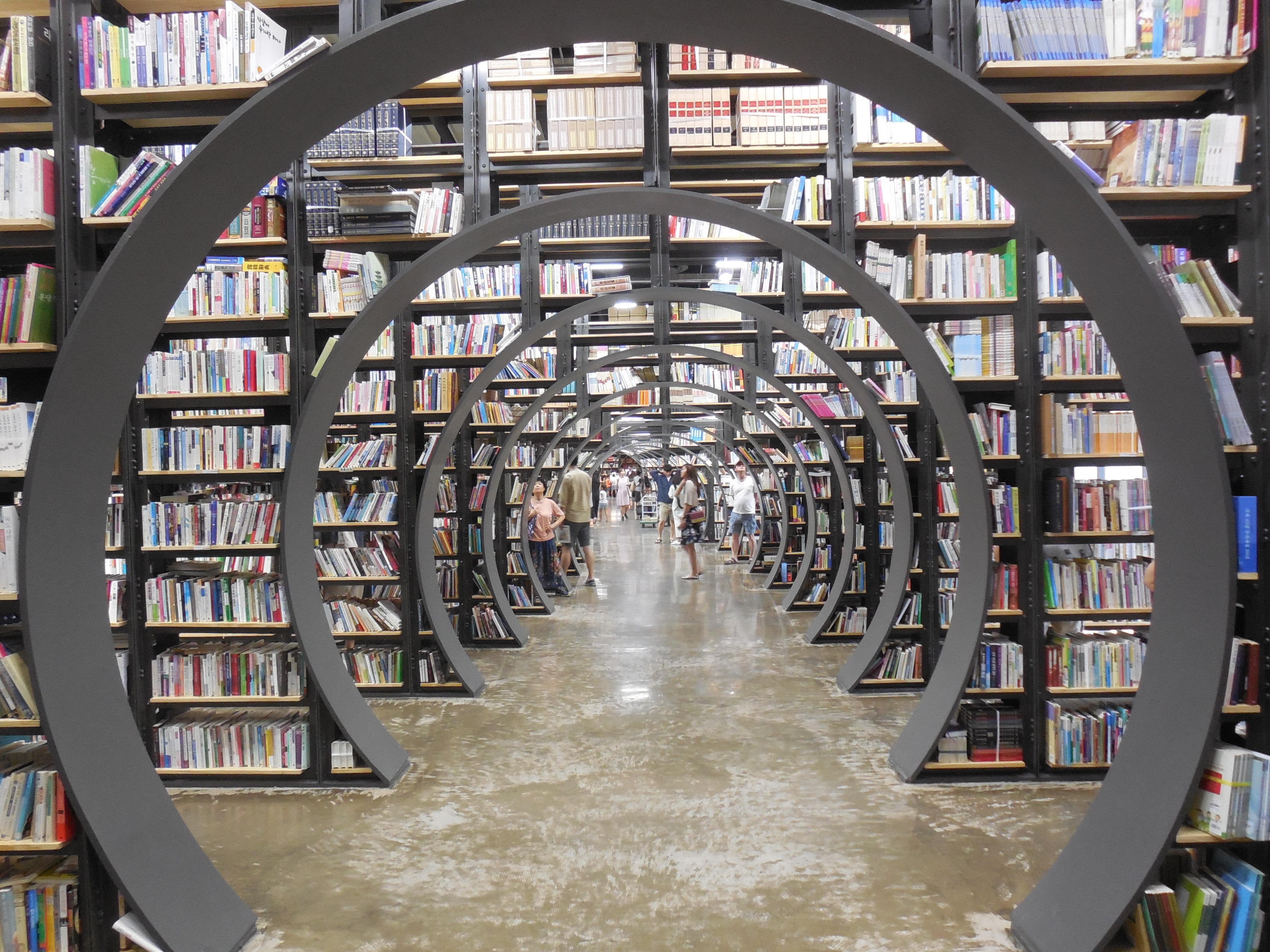
아치형 서가

서울책보고(―冊寶庫, Seoul Book Bogo)는 서울특별시 송파구 신천동에 위치한 책문화공간으로, 서울특별시가 운영하는 복합문화공간입니다. 10년간 비어 있던 암웨이 물류창고를 리모델링하여 32개의 서가와 아치형 통로를 갖춘 독특한 공간으로 재탄생했으며, 2019년 3월 27일 문을 열었습니다.
2024년까지는 헌책방 중심의 공간으로 운영되었으며, 이후 기존 헌책방 사업을 종료하고 2025년부터는 ‘팝업서가’와 ‘큐레이션 서가’를 중심으로 한 새로운 형태의 책 문화 공간으로 전환되었습니다.
또한 북카페 공간이 한층 더 쾌적하게 개선될 예정이며, 다양한 독서·문화 프로그램이 마련되어 시민 누구나 책을 중심으로 한 풍성한 문화 경험을 즐길 수 있도록 변화하고 있습니다.
|  |  |  |  |